# Telenomus
Alexander Henry Haliday
Telenomus is een geslacht van vliesvleugelige insecten uit de familie Scelionidae.

## Soorten
- T. abdominalis Kozlov, 1971
- T. aberrans Kozlov, 1967
- T. acrobates Giard, 1895
- T. afficis Kozlov & Kononova, 1983
- T. albator Kononova, 1986
- T. albatorius Kozolov & Kononova, 1987
- T. albicollis Kozolov & Kononova, 1987
- T. albicoxatus Kozolov & Kononova, 1987
- T. alcon Walker, 1836
- T. algericus Kozlov & Kononova, 1987
- T. algiricus Kozlov & Kononova, 1987
- T. alternator Kozlov & Kononova, 1987
- T. andria Walker, 1836
- T. angustatus (Thomson, 1861)
- T. antennalis (Kozlov, 1973)
- T. apiarius Kozlov & Kononova, 1987
- T. aporus (Kozlov, 1970)
- T. aradi Kozlov, 1967
- T. arcanus Kozlov & Kononova, 1981
- T. argus Johnson & Bin, 1988
- T. asperus (Kozlov & Kononova, 1978)
- T. ater Haliday, 1833
- T. athanasowi Szabó, 1959
- T. atomus Johnson, 1984
- T. basandzhabi Mineo & Szabó, 1979
- T. brachialis Haliday, 1833
- T. brachypterus Szabó & Mineo, 1978
- T. brevis (Thomson, 1861)
- T. busseolae Gahan, 1922
- T. carbonarius Kozlov & Kononova, 1987
- T. cebes (Kozlov & Le, 1976)
- T. ciliatus Buhl, 1998
- T. cleostratus Walker, 1836
- T. coilus Walker, 1836
- T. colotes Walker, 1836
- T. corticatus Kozlov & Kononova, 1983
- T. chloropus (Thomson, 1861)
- T. chrysopae Ashmead, 1893
- T. dalmanni (Ratzeburg, 1844)
- T. danubialis (Szelenyi, 1939)
- T. decoratus Kononova, 2000
- T. delicatulus Kozlov & Kononova, 1983
- T. depressigaster Szabó & Mineo, 1978
- T. dion Kozlov & Kononova, 1977
- T. dissolcus Kozlov, 1966
- T. distinctus Kozlov, 1967
- T. dorsennus Walker, 1836
- T. dubius (Nees, 1834)
- T. embolicus Kozlov, 1967
- T. erdoesi Szabó, 1978
- T. eris Walker, 1836
- T. etiellae Kozlov, 1967
- T. eumicrosomoides Huggert, 1983
- T. euproctidis Wilcox, 1920
- T. fasciatus Kozlov, 1967
- T. ferganae Johnson, 1982
- T. fodori (Szelenyi, 1941)
- T. guancheri Huggert, 1979
- T. harpyiae Mayr, 1879
- T. hemipterus (Nees, 1834)
- T. heteropterus Haliday, 1833
- T. heydeni Mayr, 1879
- T. hofmanni Mayr, 1879
- T. homopterae Szabó, 1981
- T. horus Walker, 1836
- T. hungaricus (Szabó, 1975)
- T. hyalinatus (Thomson, 1859)
- T. hydroeciae (Kozlov, 1978)
- T. hysteropteri Bin, 1975
- T. ilione Buhl, 1998
- T. impressor Kononova, 1986
- T. impressus Kononova, 1986
- T. incisus Huggert, 1983
- T. jugoslavicus (Szabó, 1975)
- T. kolbei Mayr, 1879
- T. kurenzovi Boldaruyev, 1969
- T. laeviceps Foerster, 1861
- T. laeviscutellatus Foerster, 1861
- T. laeviusculus (Ratzeburg, 1844)
- T. laricis Walker, 1836
- T. lauri (Huggert, 1974)
- T. lineolatus Kozlov, 1967
- T. longiabdominalis Szabó, 1978
- T. longiceps (Kozlov, 1970)
- T. longifuniculus Szabó, 1978

- T. longistriatus Kozlov, 1967
- T. longulatus Kozlov & Kononova, 1979
- T. longulus Kozlov, 1967
- T. lopicida Silvestri, 1932
- T. lucullus Nixon, 1937
- T. macroceps Szabó, 1957
- T. macrurus Kozlov & Kononova, 1987
- T. maculatus (Foerster, 1840)
- T. majorosi (Mineo & Szabó, 1979)
- T. marruzae Mineo, 1978
- T. mentes Walker, 1838
- T. meridianus Kozlov & Kononova, 1983
- T. microceps Szabó, 1978
- T. microclavatus Szabó, 1978
- T. minimus Kozlov, 1967
- T. minutus (Westwood, 1833)
- T. moczari Szabó, 1978
- T. nauplius Walker, 1836
- T. nitidulus (Thomson, 1844)
- T. nomas Foerster, 1861
- T. obscuripes (Pelov, 1975)
- T. ocellatus Kozlov & Kononova, 1979
- T. oocidus (Pelov, 1975)
- T. orphne Walker, 1836
- T. othonia Walker, 1836
- T. othus Haliday, 1833
- T. ovivorus (Rondani, 1870)
- T. ovulorum (Linnaeus, 1758)
- T. pallidipes (Thomson, 1861)
- T. paraothus Szabó & Mineo, 1978
- T. pentatomus (Thomson, 1861)
- T. penthimiae (Lichtenstein, 1880)
- T. pentopherae Mayr, 1879
- T. perniciosi (Soyka, 1942)
- T. phalaenarum (Nees, 1834)
- T. phylias Walker, 1836
- T. pilumnus Walker, 1836
- T. platythorax (Szabó, 1976)
- T. politus (Thomson, 1861)
- T. psammicola Szabó, 1978
- T. pseudothus Szabó, 1978
- T. punctatissimus (Ratzeburg, 1844)
- T. punctigaster Szabó, 1981
- T. punctiventris Thomson, 1861
- T. quadriclavatus (Szabó, 1975)
- T. regius Kononova, 1986
- T. sacchii Oglobin, 1930
- T. sitius Walker, 1836
- T. solutus Kozlov & Kononova, 1987
- T. stenoceps Szabó, 1978
- T. stilpo Walker, 1836
- T. strelzovi Vasiliev, 1949
- T. striatulus (Kozlov, 1965)
- T. striatus Kononova, 1973
- T. szaboi Megyaszai, 1998
- T. tauricus Kononova, 1979
- T. tenuicornis (Thomson, 1861)
- T. terebrans (Ratzeburg, 1844)
- T. tetratomus (Thomson, 1861)
- T. transsylvanicus (Szabó, 1976)
- T. tritia Walker, 1836
- T. trophonius Walker, 1836
- T. truncatus (Nees, 1834)
- T. turesis Walker, 1836
- T. turkarkandus (Szabó, 1981)
- T. umbripennis Mayr, 1879
- T. vernaculus Kozlov & Kononova, 1983
- T. vernicosus Kozlov & Kononova, 1983
- T. vibius Walker, 1836
- T. viggianii Mineo, 1978
- T. vinicius Walker, 1836
- T. violaceus Kozlov & Kononova, 1987
- T. violentus Kononova, 1986
- T. wullschlegeli Mayr, 1879
- T. xeneus Kozlov & Kononova, 1983
- T. zygaenae Kieffer, 1913